# Hornbostel-Sachs-Systematik
Die Hornbostel-Sachs-Systematik ist ein Klassifikationssystem für Musikinstrumente. Sie wurde 1914 von Erich Moritz von Hornbostel und Curt Sachs in der Zeitschrift für Ethnologie unter dem Titel Systematik der Musikinstrumente. Ein Versuch. veröffentlicht. Sie ist das heute am weitesten verbreitete System zur Einteilung von Musikinstrumenten.
Die Autoren basierten ihre Systematik auf dem System von Victor-Charles Mahillon, der im 19. Jahrhundert als Kurator des Brüsseler Konservationsmuseums tätig war. Mahillon hatte im Jahr 1888 Instrumente nach der Art des schwingenden Körpers in vier Hauptgruppen eingeteilt: selbstklingende Instrumente, Membraninstrumente, Saiteninstrumente und Windinstrumente (Blasinstrumente). Mahillons Systematik gründete sich jedoch primär auf die in Europa verbreiteten Instrumente. Hornbostel und Sachs erweiterten das Klassifikationssystem so, dass es eine Einordnung aller Instrumente aus allen Kulturen der Welt erlaubte. Mit dem Aufkommen elektrischer Musikinstrumente fügte Sachs im Jahr 1940 eine fünfte Hauptgruppe an.
Die Hornbostel-Sachs-Systematik wurde anfangs im englischsprachigen Raum zögerlich aufgenommen, eine Übersetzung ins Englische erschien erst 1961 unter dem Titel Classification of Musical Instruments. In den 1970er Jahren wurde die Hornbostel-Sachs-Systematik auch international zum fachlichen Standard und bis heute ist sie das wichtigste Klassifikationssystem in der Instrumentenkunde (im Englischen schlicht Hornbostel-Sachs).
Die Hornbostel-Sachs-Systematik ist hierarchisch aufgebaut. Jeder Kategorie entspricht eine Zahl, wobei in jedem Detaillierungsschritt eine Ziffer angefügt wird, so dass die Anzahl der Ziffern mit zunehmender Konkretisierung anwächst. Unterhalb der Hauptgruppen folgen die ersten Untergruppen dargestellt als Zahl mit zwei Ziffern, danach deren Untergruppen mit drei Ziffern. Die Zahlen sind zur besseren Lesbarkeit in Dreiergruppen durch Punkte gegliedert.

## Idiophone (1)
Das Material des Instruments gibt dank seiner Steifigkeit und Elastizität den Ton her, ohne gespannter Membranen oder Saiten zu bedürfen.

### Schlagidiophone (11)
Das Instrument wird durch Perkussion in Schwingung versetzt.

#### Unmittelbar geschlagene Idiophone (111)
Der Spieler selbst führt die Schlagbewegung aus: etwaige mechanische Zwischenglieder, Schlägel, Klaviaturen, Läuteseile und dergleichen werden nicht berücksichtigt; entscheidend ist, dass der Spieler einzelne, scharf abgegrenzte Schläge auszulösen vermag, und dass das Instrument für diese Art der Perkussion eingerichtet ist.
- 111.1 Gegenschlag-Idiophone oder Klappern – Zwei oder mehr koordinierte klingende Teile werden gegeneinander geschlagen.
  - 111.11 Gegenschlagstäbe oder Stabklappern – Annam, Vorderindien, Marshallinseln.
  - 111.12 Gegenschlagplatten oder Plattenklappern – China und Vorderindien.
  - 111.13 Gegenschlagrinnen oder Rinnenklappern – Birma.
  - 111.14 Gegenschlaggefäße oder Gefäßklappern – Als Gefäß rechnet schon eine geringe Aushöhlung in einem Brett.
    - 111.141 Kastagnetten – Natürliche und ausgehöhlte Gefäßklappern.
    - 111.142 Becken – Ausgebogene Gefäßklappern.
- 111.2 Aufschlag-Idiophone – Das Instrument wird mit einem nichtklingenden Werkzeug (Hand, Schlägel, Klöppel) oder gegen ein solches (Körper, Erdboden) geschlagen.
  - 111.21 Aufschlagstäbe
    - 111.211 (Selbständige) Aufschlagstäbe – Japan, Annam, Balkan; auch Triangeln gehören hierher.
    - 111.212 Schlagstabspiele – Mehrere Aufschlagstäbe von verschiedener Tonhöhe sind zu einem Instrument vereinigt. Alle Xylophone, sofern ihre Klangteile nicht biplan sind.

  - 111.22 Aufschlagplatten
    - 111.221 (Selbständige) Aufschlagplatten – In der orientalisch- christlichen Kirche
    - 111.222 Schlagplattenspiele – Lithophone (China), auch die meisten Metallophone.

  - 111.23 Aufschlagrohre
    - 111.231 (Selbständige) Aufschlagröhren – Holztrommel, Röhrenglocke.
    - 111.232 Schlagröhrenspiele – Tubaphon, Röhrenxylophon.

  - 111.24 Aufschlaggefäße
    - 111.241 Gongs – Die Schwingungen nehmen nach dem Scheitel hin zu.
      - 111.241.1 (Selbständige) Gongs Süd- und Ostasien; auch die sog. Metalltrommeln, besser Kesselgongs, gehören hierher.
      - 111.241.2 Gongspiele Südostasien.

    - 111.242 Glocken Die Schwingungen nehmen nach dem Scheitel hin ab.
      - 111.242.1 (Selbständige) Glocken
        - 111.242.11 Standglocken Das Gefäß steht auf der Hand oder einem Kissen; die Öffnung ist nach oben gerichtet. China, Indochina und Japan.
        - 111.242.12 Hängeglocken: Die Glocke ist am Scheitel aufgehängt.
          - 111.242.121 Schlägel-Hängeglocken: Kein befestigter Klöppel, sondern getrenntes Schlägel.
          - 111.242.122 Klöppelglocken: Die Glocke hat einen festen Klöppel.

      - 111.242.2 Glockenspiele (Unterteilung entsprechend)

#### Mittelbar geschlagene Idiophone (112)
Der Spieler selbst führt keine Schlagbewegung aus; die Perkussion entsteht erst mittelbar als Folge einer anders gearteten Bewegung des Spielers; es liegt in der Bestimmung des Instruments, Klang- oder Geräuschkomplexe, nicht aber Einzelschläge hören zu lassen.
- 112.1 Schüttelidiophone oder Rasseln – Der Spieler führt eine Schüttelbewegung aus.
  - 112.11 Reihenrasseln – Durchlöcherte Eigenklinger sind gemeinsam aufgereiht und schlagen beim Schütteln gegeneinander.
    - 112.111 Schnurrasseln: Die Rasselkörper sind auf eine Schnur gereiht. Halsschnüre mit aufgereihten Muscheln.
    - 112.112 Stabrasseln: Die Rasselkörper sind auf einen Stab (oder Ring) gereiht. Sistrum mit Ringen.

  - 112.12 Rahmenrasseln – Die Rasselkörper sind an einem Gegenstand befestigt und schlagen gegen ihn.
    - 112.121 Pendelrasseln: Die Rasselkörper hängen frei am Rahmen. Tanzschild mit Rasselringen.
    - 112.122 Gleitrasseln: Nichtklingende Körper gleiten in Ausschnitten eines klingenden hin und her und setzen ihn in Schwingung, oder klingende Körper gleiten in Ausschnitten eines nichtklingenden hin und her und werden beim jedesmaligen Anstoßen von diesem in Schwingung gesetzt. Angklung, (jüngeres) Sistrum mit Stäben

  - 112.13 Gefäßrasseln – Die Rasselkörper sind in ein Gefäß eingeschlossen und schlagen gegeneinander, gegen die Gefäßwand oder in der Regel gegen beides. (NB. Die am Benue vorkommende Rassel aus einer Stielkalebasse, bei der die Rasselkörper nicht im Innern eingeschlossen, sondern außen in ein übergezogenes Netz eingeknüpft sind, ist als Varietät der Gefäßrassel anzusehen.) Fruchtkapseln mit Samenkörnern, Schellen mit frei eingeschlossenen Anschlagkügelchen.
- 112.2 Schrap-Idiophone – Der Spieler führt unmittelbar oder mittelbar eine Schrapbewegung aus: ein nichtklingender Körper fährt über einen gezahnten klingenden und wird abwechselnd durch die Zähne gehoben und gegen die Oberfläche geschnellt, oder ein elastischer klingender Körper fährt über einen gezahnten nichtklingenden und erhält auf die gleiche Weise eine Serie von Schlägen. Diese Gruppe darf nicht mit den Reib-Idiophonen verwechselt werden.
  - 112.21 Schrapstäbe – Ein Zahnstab wird mit einem Stöckchen geschrapt.
    - 112.211 Schrapstäbe ohne Resonator Südamerika, Vorderindien (Kerb-Musikbogen), Kongo.
    - 112.212 Schrapstäbe mit Resonator Usambara und Ostasien (Tiger).

  - 112.22 Schrapröhren – Südindien.
  - 112.23 Schrapgefäße – Ein Gefäß mit gefurchter Oberfläche wird geschrapt. Südamerika und Kongogebiet.
  - 112.24 Schrapräder oder Ratschen – Ein Zahnrad, dessen Achse als Stiel dient, und eine Zunge innerhalb eines frei um den gleichen Stiel drehbaren Rahmens; beim Herumschwingen schlägt die Zunge gegen die Zähne des Rades. Europa und Vorderindien.
- 112.3 Reiß-Idiophone – Instrumente in Form federnder Tastzirkel, deren Spitzen sich berühren; diese werden mit einem Stäbchen auseinandergerissen, um vermöge ihrer Elastizität wieder zusammenzuschlagen. China (Huan t’u), Malaka, Persien (qasik), Balkan.

### Zupf-Idiophone (12)
Zungen, d. h. einseitig befestigte, elastische Plättchen, werden abgebogen, um vermöge ihrer Elastizität wieder in die Ruhelage zurückzukehren.

#### In Rahmenform (121)
Die Zunge schwingt innerhalb eines Rahmens oder Bügels.
- 121.1 Cricri – Die Zunge ist aus einer Schale herausgeschnitten, so dass sie in dieser einen Resonator hat. Melanesien.
- 121.2 Maultrommeln – Die Zunge sitzt innerhalb eines stab- oder plattenförmigen Rahmens und bedarf des Mundes als Resonators.
  - 121.21 Idioglotte Maultrommeln – Die Zunge ist aus dem Rahmen herausgeschnitten und hängt mit ihm an der Wurzel zusammen. Hinterindien, Indonesien und Melanesien.
  - 121.22 Heterogene Maultrommeln – Die Zunge ist auf dem Rahmen befestigt.
    - 121.221 (Selbständige) heteroglotte Maultrommeln; Europa, Vorderindien, China.
    - 121.222 Heteroglotte Maultrommelspiele Mehrere heteroglotte Maultrommeln in verschiedener Stimmung sind zu einem Instrument vereinigt. Aura

#### In Brett- oder Kammform (122)
Zungen sind auf ein Brett geschnürt oder aus einem Brett wie Kammzähne ausgeschnitten.
- 122.1 mit aufgeschnürten Zungen
  - 122.11 ohne Resonator – Alle Zanzas aus einem einfachen Brett.
  - 122.12 mit Resonator – Alle Zanzas mit Kasten oder Schale unter dem Brett.
- 122.2 mit ausgeschnittenen Zungen – Eine Stiftwalze reißt die Zungen an: Spieldosen Europa.

### Reib-Idiophone (13)
Das Instrument wird durch Reibung in Schwingung gebracht.

#### Reibstäbe (131)
- 131.1 (selbständige) Reibstäbe – Nicht bekannt.
- 131.2 Reibstabspiele
  - 131.21 mit unmittelbarer Friktion – Die Stäbe selbst werden gerieben. Nagelgeige, Nagelklavier, Stockspiel.
  - 131.22 mit mittelbarer Friktion – Die Stäbe sind mit anderen verbunden, die gerieben werden und durch ihre longitudinalen Schwingungsexkursionen jene in Transversalschwingungen versetzen. Chladnis Euphon.

#### Reibplatten (132)
- 132.1 (selbständige) Reibplatten – Nicht bekannt.
- 132.2 Reibplattenspiele – Neumecklenburg.

#### Reibgefäße (133)
- 133.1 (selbständige) Reibgefäße – Brasilien: Schildkrötenpanzer.
- 133.2 Reibgefäßspiele – Verillon.

### Blas-Idiophone (14)
Das Instrument wird durch Anblasen in Schwingung gebracht.

#### Blasstäbe (141)
- 141.1 (selbständige) Blasstäbe – Nicht bekannt.
- 141.2 Blasstabspiele – Aeolsklavier.

#### Blasplatten (142)
- 142.1 (selbständige) Blasplatten – Nicht bekannt.
- 142.2 Blasplattenspiele – Piano chanteur.

### Gemeinsame Schlußteilung
- -8 mit Klaviatur,
- -9 mit mechanischem Antrieb

## Membranophone (2)
Tonerreger sind straffgespannte Membranen.

### Schlagtrommeln (21)
Die Membranen werden geschlagen.

#### Unmittelbar geschlagene Trommeln (211)
Der Spieler selbst führt die Schlagbewegung aus; etwaige mechanische Zwischenglieder, Schlägel, Klaviaturen u. dgl. werden nicht berücksichtigt; nur geschüttelte Trommeln rechnen nicht hierher.
- 211.1 Kesseltrommeln (Pauken) – Der Körper ist kessel- oder schalenförmig.
  - 211.11 (selbst.) Kesseltrommeln – (Die europäische Pauke.)
  - 211.12 Kesseltrommelspiele – (Die westasiatischen, ständig verbundenen Paukenpaare.)
- 211.2 Röhrentrommeln – Der Körper ist röhrenförmig.
  - 211.21 Zylindertrommeln – Mittel- und Enddurchmesser sind einander gleich; Zuschärfungen der Enden werden ebenso wenig in Rechnung gezogen wie Kopfscheiben.
    - 211.211 Einfellige Zylindertrommeln – Die Trommel hat nur ein einziges praktikables Fell; ein auf afrikanischen Trommeln etwa vorhandenes zweites, zum Schnürwerk gehöriges Fell, das nicht geschlagen werden kann, zählt nicht.
      - 211.211.1 Offene Zylindertrommeln – Das dem Fell entgegengesetzte Ende ist offen. (Malaka)
      - 211.211.2 Geschlossene Zylindertrommeln – Das dem Fell entgegengesetzte Ende ist geschlossen. (Westindien.)

    - 211.212 Zweifellige Zylindertrommeln – Die Trommel hat zwei praktikable Felle.
      - 211.212.1 (Einzelne) Zylindertrommeln – Europa (Militärtrommel).
      - 211.212.2 Zylindertrommelspiele

  - 211.22 Fasstrommeln – Der Mitteldurchmesser ist größer als die Enddurchmesser; der Körper ist gewölbt.(Asien, Afrika, Altmexiko)
  - 211.23 Doppelkonustrommeln – Der Mitteldurchmesser ist größer als die Enddurchmesser; der Körper ist geradwandig mit gebrochener Profillinie. Vorderindien (Mridangam, Banya, Pakhawaj).
  - 211.24 Sanduhrtrommeln – Der Mitteldurchmesser ist kleiner als die Enddurchmesser.(Asien, Melanesien, Ostafrika)
  - 211.25 Konustrommeln – Die Enddurchmesser sind erheblich ungleich; geringe Ungleichheiten sind als unvermeidlich nicht in Rechnung zu ziehen. (Vorderindien)
  - 211.26 Bechertrommeln – Der Trommelkörper besteht aus einem kesselförmigen oder zylindrischen Hauptteil und einem schlankeren Ansatz. Verwischungen der Grundform, wie sie namentlich in Indonesien vorkommen, ändern am Begriff nichts, solange nicht die Zylinderform erreicht ist. (Darabukke)
- 211.3 Rahmentrommeln – Die Höhe des Körpers ist höchstens gleich dem Fellradius. NB. Die europäische Militärtrommel ist auch in ihren flachsten Exemplaren aus der langen Zylindertrommel hervorgegangen und wird daher nicht zu den Rahmentrommeln gerechnet. (Unterzuteilen wie 211.21.)
  - 211.31 Rahmentrommeln (ohne Stiel)
    - 211.311 Einfellige Rahmentrommeln (Tamburin)
    - 211.312 Zweifellige Rahmentrommeln (Nordafrika)

  - 211.32 Stieltrommeln – Am Rahmen sitzt ein Stiel im Sinne des Durchmessers.
    - 211.321 Einfellige Stieltrommeln (Eskimo)
    - 211.322 Zweifellige Stieltrommeln (Tibet)

#### Rasseltrommeln (212)
(Unterteilung wie bei den unmittelbar geschlagenen Trommeln)
Die Trommel wird geschüttelt; die Perkussion geschieht durch das Anschlagen angebundener oder eingeschlossener Kügelchen oder dgl. (Indien, Tibet)

### Zupftrommeln (22)
Unter der Fellmitte ist eine Saite verknotet; diese wird gezupft und überträgt ihre Schwingungen auf das Fell. (Indien (Gopi-yantra, Ananda-lahari))

### Reibtrommeln (23)
Das Fell wird durch Friktion in Schwingung versetzt.

#### Stab-Reibtrommeln (231)
Ein mit dem Fell verbundener Stab wird gerieben, oder reibt das Fell.
- 231.1 mit durchgestecktem Stab – Der Stab durchdringt das Fell.
  - 231.11 Fesselstab-Reibtrommeln – Der Stab kann sich nicht bewegen; es wird nur der Stab gerieben. (Afrika)
  - 231.12 Halbfreistab-Reibtrommeln – Der Stab kann sich nur wenig bewegen; die Hand reibt den Stab, und der Stab das Fell. (Afrika)
  - 231.13 Freistab-Reibtrommeln – Der Stab bewegt sich frei; nicht er wird gerieben, sondern ausschließlich das Fell durch ihn. (Venezuela)
- 231.2 mit aufgebundenem Stab – Der Stab ist aufrecht auf das Fell gebunden. (Europa)

#### Schnur-Reibtrommeln (232)
Eine mit dem Fell verbundene Schnur wird gerieben.
- 232.1 stehende Schnur-Reibtrommeln – Die Trommel wird festgehalten. (Europa, Afrika)
  - 232.11 einfellige stehende Schnur-Reibtrommeln
  - 232.12 zweifellige stehende Schnur-Reibtrommeln
- 232.2 Geschwungene Schnur-Reibtrommeln – Die Trommel wird geschwungen, und die Schnur reibt sich an einer Kerbe des Handgriffs. (Waldteufel (Europa, Indien, Ostafrika))

#### Hand-Reibtrommeln (233)
Das Fell wird mit der Hand gerieben.

### Ansingtrommeln (Mirlitons) (24)
Die Membran wird durch Ansprechen oder Ansingen in Schwingung versetzt; das Fell gibt keinen eigenen Ton, sondern färbt nur die Stimme. (Europa, Westafrika)

#### Freie Mirlitons (241)
Die Membran wird unmittelbar beeinflusst, ohne dass der Wind in einem Behälter gesammelt würde. (Das Seidenpapier auf dem Kamm.)

#### Röhren- und Gefäßtrommeln (242)
Die Membran sitzt im Innern einer Röhre oder eines Kastens. (Afrika; auch die ostasiatischen Flöten, deren eines Seitenloch mit einer Membran verklebt ist, stellen Kontaminationen mit dem Prinzip des Röhrenmirlitons dar.)

### Gemeinsame Schlußteilung
- -6 Mit aufgeklebtem Fell
- -7 Mit aufgenageltem Fell
- -8 Mit aufgeschnürtem Fell
  - -81 Schnur- (Riemen-)Schnürung – Die Schnüre laufen von Fell zu Fell oder bilden ein Netz, ohne eine der folgenden Vorrichtungen zu benutzen.
    - -811 Ohne besondere Spannvorrichtung – Überall
    - -812 Mit Spannligatur – Querbänder oder -schnüre sind um die Mitte des Schnurwerks gelegt, um es zu spannen. (Ceylon)
    - -813 Mit Spannringen – Die Schnüre sind im Zickzack geführt; je zwei Führungen werden durch einen kleinen Ring oder eine Schlaufe zusammengefasst. (Vorderindien)
    - -814 Mit Spannkeilen – Zwischen Trommelwand und Schnüren sind Keile eingeschoben, durch deren Stellung der Spannungsgrad reguliert werden kann. (Vorderindien, Indonesien, Afrika)

  - -82 Schnur-Fell-Schnürung – Die Schnüre sind unten an ein nichtpraktikables Fell geknüpft. (Afrika)
  - -83 Schnur-Brett-Schnürung – Die Schnüre sind unten an ein Vorsatzbrett geknüpft. (Sumatra)
  - -84 Schnur-Wulst-Schnürung – Die Schnüre sind unten an einen angeschnitzten Wulst geknüpft. (Afrika)
  - -85 Schnur-Gurt-Schnürung – Die Schnüre sind unten an einen Gurt aus anderem Material geknüpft. (Vorderindien)
  - -86 Schnur-Pflock-Schnürung – Die Schnüre sind unten an Pflöcke geknüpft, die in der Wand stecken. (Afrika)

- 9 Mit angeklemmtem Fell – Über den Fellrand ist ein Ring gestreift.
  - -91 Mit Schnurklemmung (Afrika)
  - -92 Mit Reifeneinklemmung
    - -921 Ohne Maschinerie (Europäische Trommel)
    - -922 Mit Maschinerie
      - -9221 Ohne Pedale (Maschinenpauke)
      - -9222 Mit Pedalen (Pedalpauke)

## Chordophone (3)
Eine oder mehrere Saiten sind zwischen festen Punkten ausgespannt.

### Einfache Chordophone oder Zithern (31)
Das Instrument besteht aus einem Saitenträger allein oder aus einem Saitenträger und einem Resonanzkörper in unorganischem, ohne Zerstörung des Klangapparats lösbarem Zusammenhang.

#### Stabzithern (311)
Der Saitenträger hat Stabform; auch überkantgestellte Bretter gehören hierher.
- 311.1 Musikbögen – Der Saitenträger ist biegsam (und gebogen).
  - 311.11 Idiochorde Musikbögen – Die Saite ist aus der Rinde des Bogens selbst herausgelöst und hängt noch an den Enden mit ihr zusammen.
    - 311.111 Monoidiochorde Musikbögen – Der Bogen hat nur eine einzige stammeigene Saite. – Augustafluß (Neuguinea), Togo.
    - 311.112 Polyidiochorde Musikbögen oder Harfenbögen – Der Bogen hat mehrere stammeigene Saiten, die über einen Zahnsteg geführt sind. – Fan (Westafrika).

  - 311.12 Heterochorde Musikbögen – Die Saite ist stammfremd.
    - 311.121 Monoheterochorde Musikbögen – Der Bogen hat nur eine einzige stammfremde Saite.
      - 311.121.1 Ohne Resonator NB. Ist ein Resonator zwar vorgesehen, aber nicht am Apparat selbst angebracht, so gehört das Instrument zu 311.121.21. Der Mund wird als Resonator nicht in Rechnung gezogen.
        - 311.121.11 Ohne Stimmschlinge – Afrika (Ganza, Samuius, To).
        - 311.121.12 Mit Stimmschlinge – Eine Fadenschlinge umgreift die Saite und teilt sie in zwei Teile.

      - 311.121.2 Mit Resonator – Südäquatorial-Afrika (N’kungo, Uta).
        - 311.121.21 Mit unverbundenem Resonator – Borneo (Busoi).
        - 311.121.22 Mit verbundenem Resonator
          - 311.121.221 Ohne Stimmschlinge – Südafrika (Hade, Thomo).
          - 311.121.222 Mit Stimmschlinge – Südafrika und Madagaskar (Gubo, Hungo, Bobre).

    - 311.122 Polyheterochorde Musikbögen – Der Bogen hat mehrere stammfremde Saiten.
      - 311.122.1 Ohne Stimmschlinge – Ozeanien (Kalove).
      - 311.122.2 Mit Stimmschlinge – Ozeanien (Pagolo).
- 311.2 Musikstäbe – Der Saitenträger ist starr.
  - 311.21 Musikbogenstäbe – Der Saitenträger hat ein biegsames und gebogenes Ende. NB. Musikstäbe mit zwei biegsamen und gebogenen Enden – wie der Basutobogen – rechnen zu den Musikbögen. – Hinterindien.
  - 311.22 (eigentliche) Musikstäbe – NB. Rohrstäbe, die etwa zufällig hohl sind, gehören deshalb nicht zu den Röhren-, sondern zu den Stabzithern; dagegen sind Instrumente, bei denen die Rohrhöhlung als eigentlicher Resonator ausgenutzt wird – wie etwa die neumexikanische Harpa – Röhrenzithern.
    - 311.221 Mit einer einzigen Resonanzkalebasse – Vorderindien (Tuila) und Celebes (Suleppe).
    - 311.222 Mit mehreren Resonanzkalebassen – Vorderindien (Vina).

#### Röhrenzithern (312)
Saitenträger ist ein im Sinn der Breite gewölbtes Brett.
- 312.1 Vollröhrenzithern – Der Saitenträger ist eine ganze Röhre.
  - 312.11 Idiochorde [Voll-] Röhrenzithern
  - 312.12 Heterochorde [Voll-] Röhrenzithern – Afrika und Indonesien (Gonra, Togo, Valiha).
    - 312.121 Ohne besonderen Resonator – Hinterindien (Alligator).
    - 312.122 Mit besonderem Resonator – Das Bambusinternodium ist in ein schalenförmig zusammengebundenes Palmblatt gebettet. – Timor.
- 312.2 Halbröhrenzithern – Die Saiten laufen über die konvexe Seite einer Rinne.
  - 312.21 Idiochorde Halbröhrenzithern – Flores.
  - 312.22 Heterochorde Halbröhrenzithern – Ostasien (K’in, Koto).

#### Floßzithern (313)
Der Saitenträger wird aus floßartig aneinandergebundenen Rohrabschnitten gebildet.
- 313.1 Idiochorde Floßzithern – Vorderindien, Oberguinea, Zentralkongo.
- 313.2 Heterochorde Floßzithern – Nördliches Nyassagebiet.

#### Brettzithern (314)
Der Saitenträger ist ein Brett; auch der Erdboden wird als solches gerechnet.
- 314.1 (Eigentliche) Brettzithern – Die Saitenebene ist parallel dem Saitenträger.
  - 314.11 Ohne Resonator – Borneo.
  - 314.12 Mit Resonator
    - 314.121 Mit Resonanzschale – Der Resonator ist eine Fruchtschale oder dgl., also ein Naturerzeugnis, oder – wenn künstlich hergestellt – ausgeschnitzt. – Nyassagebiet.
    - 314.122 Mit Resonanzkasten (Kastenzither) – Der Resonator ist aus Brettern zusammengefügt. Zither, Hackbrett, Klavier.
- 314.2 uneigentliche Brettzithern – Die Saitenebene ist senkrecht zum Saitenträger.
  - 314.21 Erdzithern – Saitenträger ist der Erdboden; eine Saite. – Malaka, Madagaskar.
  - 314.22 Harfenzithern – Saitenträger ist ein Brett; mehrere Saiten; Zahnsteg. – Borneo.

#### Schalenzithern (315)
Die Saiten laufen über die Öffnung einer Schale. – Deutsch-Ostafrika.
- 315.1 Ohne Resonator
- 315.2 Mit Resonator – Die Schale ist mit einer Kalebasse oder dgl. verbunden.

#### Rahmenzithern (316)
Die Saiten sind frei innerhalb eines Rahmens ausgespannt.
- 316.1 Ohne Resonator – Vielleicht unter den Psalterien des Mittelalters.
- 316.2 Mit Resonator – Bei den Kru, Westafrika (Kani).

### Zusammengesetzte Chordophone (32)
Das Instrument besteht aus einem Saitenträger und einem Resonanzkörper in organischem, ohne Zerstörung des Klangapparats unlösbarem Zusammenhang.

#### Lauten (321)
Die Saitenebene liegt der Decke parallel.
- 321.1 Bogenlauten – Jede Saite hat ihren eigenen, biegsamen Träger. – Afrika (Akam, Kalangu, Wambi).
- 321.2 Jochlauten oder Leiern – Saitenhalter ist ein in der Deckenebene liegendes Joch aus zwei Armen mit Querstange.
  - 321.21 Schalenleiern – Als Resonator dient eine natürliche oder ausgeschnitzte Schale. – Lyra, ostafrikanische Leier.
  - 321.22 Kastenleiern – Als Resonator dient ein aus Brettern zusammengefügter Kasten. – Kithara, Cruth
- 321.3 Stiellauten – Saitenträger ist ein einfacher Stiel. Nicht in Rechnung gezogen werden Nebenstiele wie etwa bei der indischen Prasarini vina; ebenso gehören hierher Lauten, deren Bezug auf mehrere Hälse verteilt ist – wie die Harpolyre und Lauten – z. B. Lyraguitarren –, bei denen das Joch nur Schmuckwert hat.
  - 321.31 Spießlauten – Der Stiel ist diametral durch den Resonanzkörper hindurchgesteckt.
    - 321.311 Schalen-Spießlauten – Resonanzkörper ist eine natürliche oder ausgeschnitzte Schale. – Persien, Indien und Indonesien.
    - 321.312 Kasten-Spießlauten oder Spießguitarren – Resonanzkörper ist ein aus Brettern zusammengefügter Kasten. – Ägypten (Rebab).
    - 321.313 Röhrenlauten – Der Stiel ist diametral durch eine Röhre hindurchgesteckt. – China und Indochina.

  - 321.32 Halslauten – Der Stiel ist halsartig an den Resonanzkörper angesetzt oder angeschnitzt.
    - 321.321 Schalen-Halslauten – Mandoline, Theorbe, Balalaika.
    - 321.322 Kasten-Halslauten oder Halsguitarren – NB. Lauten, deren Korpus aus Spänen in Nachahmung der Schale zusammengesetzt ist, rechnen zu den Schalenlauten. – Violine, Gambe, Gitarre.

#### Harfen (322)
Die Saitenebene liegt senkrecht zur Decke und die Verbindungslinie der unteren Saitenenden in der Richtung des Halses.
- 322.1 Bügelharfen – Die Harfe hat keine Vorderstange.
  - 322.11 Bogenharfen – Der Hals ist vom Korpus aus abgebogen. – Birma und Afrika.
  - 322.12 Winkelharfen – Der Hals ist vom Korpus aus abgeknickt. – Assyrien, Altägypten, Altkorea.
- 322.2 Rahmenharfen – Die Harfe hat eine Vorderstange.
  - 322.21 Ohne Umstimmungsvorrichtung – Alle mittelalterlichen Harfen.
    - 322.211 Diatonische Rahmenharfen
    - 322.212 Chromatische Rahmenharfen
      - 322.212.1 Mit einer einzigen Saitenebene – Die meisten älteren chromatischen Harfen.
      - 322.212.2 Mit zwei gekreuzten Saitenebenen – Die Lyonsche chromatische Harfe.

  - 322.22 Umstimmharfen – Die Saiten können durch eine Mechanik verkürzt werden.
    - 322.221 Manualharfen – Die Saiten werden durch Handgriffe umgestimmt. – Hakenharfe, Harpe ditale, Harpinella.
    - 322.222 Pedalharfen – Die Saiten werden durch Fußtritte umgestimmt.

#### Harfenlauten (323)
Die Saitenebene liegt senkrecht zur Decke und die Verbindungslinie der unteren Saitenenden senkrecht zur Halsrichtung; Zahnsteg. – Westafrika (Kasso usw.).

### Gemeinsame Schlußteilung
- -4 Mit Hammer- oder Schlägelspielart
- -5 Mit Fingerspielart
- -6 Mit Plektrumspielart
- -7 Mit Streichspielart
  - -71 Bogen
  - -72 Rad
  - -73 Band
- -8 Mit Klaviatur
- -9 Mit mechanischem Antrieb

## Aerophone (4)
Die Luft selbst gerät primär in Schwingung.

### Freie Aerophone (41)
Die schwingende Luft ist nicht durch das Instrument begrenzt.

#### Ablenkungsaerophone (411)
Der Wind trifft auf eine Schneide, oder eine Schneide wird durch die Luft bewegt; in beiden Fällen findet nach neuerer Anschauung ein periodisches Abbiegen der Luft zu beiden Seiten der Schneide statt. (z. B.: Peitsche, Säbelklinge).

#### Unterbrechungs-Aerophone (412)
Der Windstrom wird periodisch unterbrochen.
- 412.1 Selbstklingende Unterbrechungsaerophone oder Zungen – Der Windstrom trifft auf eine Lamelle; diese gerät in Schwingung und unterbricht den Strom periodisch. Hierher gehören auch Zungen mit „Aufsätzen“, d. h. Röhren, deren Luftinhalt nicht primär, sondern nur sekundär schwingt, also statt selbst den Ton zu erzeugen, diesen nur rundet und färbt; Aufsätze sind in der Regel am Fehlen von Grifflöchern zu erkennen. (z. B.: Die Zungenpfeifen der Orgel)
  - 412.11 Gegenschlagzungen – Zwei Lamellen bilden eine Spalte, die sich beim Schwingen periodisch schließt. (z. B.: Der eingespaltene Grashalm.)
  - 412.12 Aufschlagzungen – Die Lamelle schlägt auf einen Rahmen.
    - 412.121 (Selbständige) Aufschlagzungen – British Columbia.
    - 412.122 Aufschlagzungenspiele – Die älteren Zungenstimmen der Orgel.

  - 412.13 Durchschlagzungen – Die Lamelle schlägt durch eine genau passende Öffnung hindurch.
    - 412.131 (Selbständige) Durchschlagzungen – (z. B.: Die eintonige Autohupe.)
    - 412.132 Durchschlagzungenspiele – NB. Die etwa – wie beim chinesischen Sheng – vorhandenen Fingerlöcher dienen nicht zur Tonhöhenveränderung und sind daher nicht als Grifflöcher anzusehen (z. B.: Harmonium, Mundharmonika, Ziehharmonika.)

  - 412.14 Bandzungen – Der Wind geht gegen die Schärfe eines ausgespannten Bandes. Der akustische Vorgang ist bisher nicht untersucht worden. – (British Columbia.)
- 412.2 Nichtselbstklingende Unterbrechungsinstrumente – Der Unterbrecher wird ohne Zutun der Luft bewegt.
  - 412.21 Wandelaerophone – Der Unterbrecher wird in seiner eigenen Ebene fortbewegt. (z. B.: Lochsirene, Wellensirene.)
  - 412.22 Wirbelaerophone – Der Unterbrecher dreht sich um seine Achse. Schwirrholz, Schwirrscheibe, Flügelventilator.

#### Explosivaerophone (413)
Die Luft erhält einen einmaligen Verdichtungsanstoß. – Knallbüchse.

### (Eigentliche) Blasinstrumente (42)
Die schwingende Luft ist durch das Instrument selbst begrenzt.

#### Schneideninstrumente oder Flöten (421)
Ein bandförmiger Luftstrom trifft auf eine Schneide.
- 421.1 Flöten ohne Kernspalte – Der Spieler selbst erzeugt mit den Lippen einen bandförmigen Luftstrom.
  - 421.11 Längsflöten – Der Spieler bläst gegen den scharfen Rand der oberen Öffnung einer Röhre.
    - 421.111 Einzellängsflöten
      - 421.111.1 Offene Einzellängsflöten Das Unterende der Flöte ist offen.
        - 421.111.11 Ohne Grifflöcher – Bengalen.
        - 421.111.12 Mit Grifflöchern – Fast in der ganzen Welt.

      - 421.111.2 Gedackte Einzellängsflöten – Das Unterende der Flöte ist geschlossen.
        - 421.111.21 Ohne Grifflöcher – Der hohle Schlüssel.
        - 421.111.22 Mit Grifflöchern – Besonders Neuguinea.

    - 421.112 Längsflötenspiele oder Panflöten – Mehrere verschieden gestimmte Längsflöten sind zu einem Instrument verbunden.
      - 421.112.1 Offene Panflöten
        - 421.112.11 Offene (Floß-)Panflöten – Die Pfeifen sind brettartig nebeneinander gebunden oder in ein Brett eingebohrt. – China.
        - 421.112.12 Offene Bündel-(Pan-)flöten – Die Pfeifen sind rund gebunden. Salomonen, Bismarck-Archipel.

      - 421.112.2 Gedackte Panflöten – Europa, Südamerika.
      - 421.112.3 Kombiniert offene und gedackte Panflöten – Salomonen, Südamerika.

  - 421.12 Querflöten – Der Spieler bläst gegen den scharfen Rand eines Seitenloches der Röhre.
    - 421.121 Einzelquerflöten
      - 421.121.1 Offene Querflöten
        - 421.121.11 Ohne Grifflöcher – SW.-Timor.
        - 421.121.12 Mit Grifflöchern – Die europäische Flöte.

      - 421.121.2 Halbgedackte Querflöten Die Mündung wird durch ein kleines Loch im Abschlussnodium gebildet. – NW.-Borneo.
      - 421.121.3 Gedackte Querflöten
        - 421.121.31 Ohne Grifflöcher
          - 421.121.311 Mit festem Mündungsboden – Scheinen zu fehlen.
          - 421.121.312 Mit verschiebbarem Mündungsboden (Stempelflöten) – Malaka, Neuguinea.

        - 421.121.32 Mit Grifflöchern – Ostbengalen und Malaka.

    - 421.122 Querflötenspiele
      - 421.122.1 Offene Querflötenspiele – Chamber flute orum.
      - 421.122.2 Gedackte Querflötenspiele – Bei den Siusi (NW.-Brasilien).

  - 421.13 Gefäßflöten (Ohne ausgebildeten Schnabel!) – Der Pfeifenkörper ist keine Röhre, sondern ein Gefäß. Karaja (Brasilien), Bafiote (unterer Kongo).
- 421.2 Flöten mit Kernspalte oder Spaltflöten – Eine schmale Spalte führt den Luftstrom bandförmig gegen die scharfe Kante eines seitlichen Aufschnitts.
  - 421.21 Außenspaltflöten – Der Kanal liegt außerhalb der Flötenwand; auch der durch eine Wandabschrägung und einen übergestreiften Ring oder ähnlich gebildete Kanal wird hierher gerechnet.
    - 421.211 (Einzelne) Außenspaltflöten
      - 421.211.1 Offene Außenspaltflöten
        - 421.211.11 Ohne Grifflöcher – China, Borneo.
        - 421.211.12 Mit Grifflöchern – Indonesien.
        - 421.211.2 Halbgedackte Außenspaltflöten – Malaka.

      - 421.211.3 Gedackte Außenspaltflöten

    - 421.212 Außenspaltflötenspiele – Tibet.

  - 421.22 Innenspaltflöten – Der Kanal ist durch das Innere der Röhre gelegt. Hierher gehören auch Flöten, deren Kanal durch einen Sattel (Nodium, Harz) im Innern der Röhre und eine außen aufgebundene Deckung (Rohr, Holz, Leder) gebildet ist.
    - 421.221 (Einzelne) Innenspaltflöten
      - 421.221.1 Offene Innenspaltflöten
        - 421.221.11 Ohne Grifflöcher – Europäische Signalpfeifen.
        - 421.221.12 Mit Grifflöchern – Blockflöte.

      - 421.221.2 Halbgedackte Innenspaltflöten – Indien und Indonesien.
      - 421.221.3 Gedackte Innenspaltflöten
        - 421.221.31 Ohne Grifflöcher
          - 421.221.311 Mit festem Mündungsboden – Europäische Signalpfeifen.
          - 421.221.312 Mit verschiebbarem Mündungsboden – (Stempelpfeifen).

      - 421.221.4 Spalt-Gefäßflöten
        - 421.221.41 Ohne Grifflöcher – Tonpfeifchen in Tierform (Europa, Asien).
        - 421.221.42 Mit Grifflöchern – Okarina.

    - 421.222 Innenspaltflötenspiele
      - 421.222.1 Offene Innenspaltflötenspiele
        - 421.222.11 Ohne Grifflöcher – Offene Labialstimmen der Orgel.
        - 421.222.12 Mit Grifflöchern – Doppelflageolett.

      - 421.222.2 Halbgedackte Innenspaltflötenspiele – Rohrflötenstimmen der Orgel.
      - 421.222.3 Gedackte Innenspaltflötenspiele – Gedackte Labialstimmen der Orgel.

#### Schalmeien (422)
Der Wind erhält durch Vermittlung schwingender, am Instrument angebrachter Lamellen stoßweisen Zutritt zu der in Vibration zu setzenden Luftsäule.
- 422.1 Oboen – Die Schalmei hat ein „Rohr“ aus Gegenschlagzungen (meistens einen flachgedrückten Halm).
  - 422.11 Einzeloboen
    - 422.111 Mit zylindrischer Röhre
      - 422.111.1 Ohne Grifflöcher – British Columbia.
      - 422.111.2 Mit Grifflöchern – Aulos, Krummhorn.

    - 422.112 Mit konischer Röhre – Die europäische Oboe.

  - 422.12 Oboenspiele
    - 422.121 Mit zylindrischer Bohrung – Doppelaulos.
    - 422.122 Mit konischer Bohrung – Vorderindien.
- 422.2 Klarinetten – Die Schalmei hat ein „Blatt“ aus einer aufschlagenden Lamelle.
  - 422.21 Einzelklarinetten
    - 422.211 Mit zylindrischer Röhre
      - 422.211.1 Ohne Grifflöcher – British Columbia.
      - 422.211.2 Mit Grifflöchern – Die europäische Klarinette.

    - 422.212 Mit konischer Röhre – Saxophon.

  - 422.22 Klarinettenspiele – Ägypten (Zummara).
- 422.3 Durchschlagzungen-Schalmeien – Die Zunge schlägt durch eine genau passende Öffnung hindurch. Es müssen immer Grifflöcher vorhanden sein; sonst gehört das Instrument zu den freien Durchschlagzungen 412.13.
  - 422.31 Einzelne Durchschlagzungenschalmeien
  - 422.32 Doppelte Durchschlagzungenschalmeien

#### Trompeten (423)
Der Wind erhält durch Vermittlung der schwingenden Lippen des Bläsers stoßweisen
Zutritt zu der in Vibration zu setzenden Luftsäule.
- 423.1 Naturtrompeten – Ohne Vorrichtung zur Tonhöhenveränderung.
  - 423.11 Schneckentrompeten – Als Trompete dient ein Schneckengehäuse.
    - 423.111 Mit endständigem Mundloch
      - 423.111.1 Ohne Mundstück – Vorderindien.
      - 423.111.2 Mit Mundstück – Japan (Rappakai).

    - 423.112 Mit seitenständigem Mundloch – Ozeanien.

  - 423.12 Röhrentrompeten
    - 423.121 Längstrompeten – Die Anblasöffnung sitzt in der Achsenrichtung.
      - 423.121.1 Längstuben – Die Röhre ist ungebogen und ungeknickt.
        - 423.121.11 Ohne Mundstück – Einzelne Alphörner.
        - 423.121.12 Mit Mundstück – Fast in der ganzen Welt.

      - 423.121.2 Längshörner – Die Röhre ist gebogen oder geknickt.
        - 423.121.21 Ohne Mundstück – Asien.
        - 423.121.22 Mit Mundstück – Lurer.

    - 423.122 Quertrompeten – Die Anblasöffnung sitzt an der Seite.
      - 423.122.1 Quertuben – Südamerika.
      - 423.122.2 Querhörner – Afrika.
- 423.2 Chromatische Trompeten – Mit Vorrichtung zur Tonhöhenveränderung.
  - 423.21 Grifflochtrompeten – Zinken, Klappenhörner.
  - 423.22 Zugtrompeten – Die Röhre kann durch Ausziehen der Stangen innerhalb der Scheiden verlängert werden. Europäische Posaune.
  - 423.23 Ventiltrompeten – Die Röhre wird durch Ein- oder Ausschalten von Zusatzröhren verlängert oder verkürzt. Europa.
    - 423.231 Signalhörner – Die Röhre verläuft rein konisch.
    - 423.232 Waldhörner – Die Röhre verläuft überwiegend konisch.
    - 423.233 Trompeten – Die Röhre verläuft überwiegend zylindrisch.

### Gemeinsame Schlußteilung
- -6 Mit Windbehälter
  - -61 Mit starrem Windbehälter
  - -62 Mit flexiblem Windbehälter
- -7 Mit Grifflochverschluß
  - -71 Mit Klappenmechanik
  - -72 Mit Bandmechanik
- -8 Mit Klaviatur
- -9 Mit mechanischem Antrieb

## Elektrophone (5)
Die fünfte Hauptgruppe der Elektrophone formulierte Curt Sachs 1940. Er übernahm den Begriff electrophonic instruments, den Francis W. Galpin 1937 eingeführt hatte.
- 51. Elektrisch angeregte Instrumente, deren Signal zur Tonbildung elektrisch weitergegeben wird (Orgel, deren Pfeifen elektrisch gesteuert werden)
- 52. Elektromechanische Instrumente, deren Ton mechanisch erzeugt und elektronisch verarbeitet wird (Neo-Bechstein von 1931)
- 53. Radioelektrische Instrumente, deren Ton durch eine Oszillatorschaltung erzeugt wird (Theremin)

## Ergänzungen von 2011
Seither gab es mehrere Bestrebungen, die Musikinstrumente nach anderen Kriterien zu katalogisieren oder die Hornbostel-Sachs-Systematik anzupassen. Das gemeinschaftliche Projekt europäischer Museen Musical Instrument Museums Online (MIMO) veröffentlichte 2011 eine erweiterte Fassung der Hornbostel-Sachs-Systematik. Darin wird neben zahlreichen Differenzierungen innerhalb der bisherigen Struktur die Gruppe (424) Membranopipes bei den eigentlichen Blasinstrumenten (42) ergänzt und die Gruppe der Elektrophone (5) untergliedert in:

### Elektroakustische Instrumente (51)
„Modules and configurations of acoustic, vibratory mechanisms (often resembling traditional acoustic instruments) and electronic circuitry such as transducers and amplifiers. The acoustic or mechanical vibration is transduced into an analogue fluctuation of an electric current. All instruments built or structurally modified to deliver a signal to an amplifier and loudspeaker are classed as electrophones, even if they have some capability of sounding acoustically.“

- 511 Elektroakustische Idiophone – Fender Rhodes, Wurlitzer Electric Piano, Hohner Electra-Piano
- 512 Elektroakustische Membranophone
- 513 Elektroakustische Chordophone  – E-Gitarre, E-Violine, Neo-Bechstein
- 514 Elektroakustische Aerophone
- 515 Wandler  – Mikrofon, elektromagnetische Tonabnehmer (E-Gitarre), Lautsprecher

### Elektromechanische Instrumente (52)
„Configurations of (electrically excited) silent, mechanical moving parts with encoded patterns, and electronic circuitry. The movement enables the encoded patterns to be transduced into an analogue fluctuation of an electric current.“

- 521 Instrumente mit Tonrädern (Elektromagnetisch, elektrostatisch, photoelektrisch usw.) – Hammondorgel
- 522 Photoelektrische Instrumente (siehe auch Photoelektrische Klangerzeugung) – Lichttonorgel
- 523 Aufnahme- und Wiedergabegeräte (Elektromechanische, Elektromagnetisch usw.) – Tonbandgerät
- 524 Elektromechanische Samplers – Mellotron, Chamberlin
- 525 Elektromechanische Filter – Federhall, Bandhallgerät (Watkins Copicat)

Die Liste von elektro-mechanischen Tasteninstrumenten enthält nach dieser Definition auch elektroakustische Instrumente der Gruppe 51.

### Analoge Instrumente, Module und Komponenten (53)
„Continuously varying electrical signals are passed to a loudspeaker to produce sound. The electrical signals are generated using electronic circuitry. Modules and configurations containing analogue fully electronic devices used to produce, process and communicate electronic sound signals and/or sequences of signals.“

Diese Gruppen umfasst zum Beispiel Ondes Martenot, Trautonium, elektronische Orgels mit analog-elektronischer Tonerzeugung und analoge Synthesizer.

### Digitale Instrumente, Module und Komponenten  (54)
„Electrical signals are generated in the form of quantized sequences of pulses. These are converted to continuous signals that activate a loudspeaker. Modules and configurations containing devices to digitally design and process electronic sound signals and/or sequences of signals.“

Diese Gruppen umfasst zum Beispiel Sampler, Digitalorgeln und digitale Synthesizer.

### Hybride analoge/digitale Konfigurationen (55)
„Electrical signals are generated in the form of quantized sequences of pulses. These are converted to continuous signals that activate a loudspeaker. Modules and configurations containing devices to digitally design and process electronic sound signals and/or sequences of signals.“

Diese Gruppen umfasst zum Beispiel Synthesizer mit analogen Oszillatoren und digitalen Filtern.

### Software (56)
Die Gruppe der Software wird weder erläutert noch weiter untergliedert.

## Ergänzungen von 2017
Ein Anhang des MIMO aus dem Jahr 2017 enthält weitere Ergänzungen und kleinere Korrekturen der Fassung von 2011. Bei den Blasinstrumenten kommt die Gruppe der Sucked (tubular) labrosones (423.123.1) hinzu, um die schwer einzuordnenden sucked trumpets aufzunehmen.